# Schamil
Schamil (russisch Шамиль; auch Shamil) ist ein männlicher Vorname arabischen Ursprungs, der heute insbesondere in den Nachfolgestaaten der Sowjetunion verbreitet ist.

## Bekannte Namensträger
- Imam Schamil (1797–1871)
- Schamil Abbjassow (* 1957), sowjetisch.kirgisischer Weit- und Dreispringer
- Schamil Bassajew (1965–2006), tschetschenischer Terrorist und Rebellenführer
- Schamil Bursijew (1985–2010), russischer Fußballspieler
- Schamil Chissamutdinow (* 1950), sowjetischer Ringer
- Schamil Kerikow (1956–1989), sowjetischer Ringer
- Schamil Sabirow (* 1959), sowjetischer Boxer

- Shamil Borchashvili (* 1995), österreichischer Judoka